# Völkershausen
Völkershausen è una frazione della città tedesca di Vacha.